# 大阪市立関目東小学校
大阪市立関目東小学校（おおさかしりつ せきめひがししょうがっこう）は、大阪府大阪市城東区にある公立小学校。

## 概要
城東区の北部に位置する。地域の児童数の急増により、大阪市立関目小学校から分離し、1978年に現校名で開校した。
なお、現在の大阪市立すみれ小学校が開校直後の一時期「大阪市立関目東小学校」を名乗っていた（1958年4月の1ヶ月間のみ）ことがあるが、学校沿革史の上では直接のつながりはない。

## 沿革
母体となる大阪市立関目小学校は、1970年代頃には1500人以上を有する過大規模校に位置づけられ、過大規模校解消の必要が生じていた。そのため、1978年に関目小学校から分離する形で大阪市立関目東小学校が開校した。

### 年表
- 1978年 - 大阪市立関目東小学校として開校。

## 通学区域
- 大阪市城東区
  - 関目1丁目（一部）
  - 関目2丁目・4丁目
  - 今福西6丁目（一部）

卒業生は大阪市立菫中学校に進学する。

## 交通アクセス
- 京阪本線 関目駅・地下鉄今里筋線 関目成育駅 東へ約800m。
- 地下鉄谷町線 関目高殿駅 南東へ約1200m。
- 大阪シティバス 関目4丁目バス停。